# کلیفتون میلز (ویرجینیای غربی)
کلیفتون میلز (به انگلیسی: Clifton Mills) یک منطقهٔ مسکونی در ایالات متحده آمریکا است که در شهرستان پرستون، ویرجینیای غربی واقع شده‌است.